# Jordbävningen på Azorerna 1980
Jordbävningen på Azorerna 1980 (portugisiska: Sismo da Terceira de 1980) var en jordbäning i Azorerna. Den uppnådde 7,2 på richterskalan. Den slog till den 1 januari, dödade 61 personer och skadade över 400, och orsakade svåra skador på öarna Terceira och São Jorge. Den skakade också öarna Pico och Faial. 
Efteråt utlöste Portugals president António Ramalho Eanes tre dagars landssorg. Hanteringen av nödleveranser, som skickades av flygvapnet, blev framgångsrik och följdes snart av hjälp från statliga myndigheter.

## Beskrivnnig av jordbävningen och dess följder

### Bakgrund
- 1950 hade en annan kraftig jordbävning skakat Azorerna, och 1980 kom den största jordbävningen sedan dess.[1]

### Beskrivning av området
Azorerna är av vulkaniskt ursprung och ligger i ett tektoniskt komplext område på vardera sidan av Mittatlantiska ryggen, mellan de europeiska, amerikanska och afrikanska plattgränserna, och bildar sin egen mikroplatta. 
Alla förkastningar i området är strike-slip-orienterade och detta i ganska stor skala. Genom forskning som har utförts finns nu information om hur Azorernas vulkanism kontrolleras av rörelser i de tektoniska plattorna.

### Skador och dödsoffer
Jordbävningen som drabbade öarna i Azorerna var 6,9 Mw. Det orsakade avsevärd skada på tre olika öar: (Terceira, São Jorge och Graciosa), och förstörde flera byggnader. Enligt lokala rapporter förstördes ungefär 70% av husen på Terceira fullständigt, inklusive det historiska kvarteret i öns huvudstad Angra do Heroísmo. I allmänhet förblev offentliga byggnader såsom kyrkor intakta, medan flera byggnader begravdes av aska. Allmännyttiga tjänster som elektricitet och vatten rapporterades fungera dåligt i flera områden.
Ursprungligen sattes antalet dödade till 52. Det reviderades senare till 61 och slutligen till 72. Dessutom beräknades skadorna till 300, men detta reviderades också till mer än 400. Minst 20 000 människor blev hemlösa. Mindre skador rapporterades på öarna Pico och Faial.
Inga döda rapporterades vid flygbasen Lajes Field, och inte heller några större skador.

### Hjälpinsatser
Personal från den amerikanska flottan samt flygvapnet, som var stationerat vid Lajes, fungerade som hjälparbetare och hjälpte så många som 150 familjer. Personal från det portugisiska flygvapnet tog med sig förnödenheter till jordbävningsoffren, medan en korvett av den portugisiska marinens klass João Coutinho transporterade medicinsk personal till ön. Den portugisiske presidenten, António Ramalho Eanes, flögs in med ett plan åtföljd av medicinsk personal och förnödenheter (som sängkläder). Lokala tjänstemän inklusive poliser och frivilliga brandmän röjde vägar för hjälpmedel och transporter. Som svar på situationen var dessa tjänstemän också involverade i att leta efter överlevande i spillrorna. Kort därefter restes tält för att ersätta de förstörda eller osäkra hemmen för cirka 200 familjer på öarna. Mobila hus byggdes av People to People Internationals projektfond, vilket resulterade i 100 nödbostäder.
Jordbävningen tvingade hundratals människor att lämna landet för USA. Det inträffade under en period av flera stora naturkatastrofer, där där många av Terceiras, São Jorges och Graciosas invånare gav sig iväg; 1975 gav 8 000 invånare sig iväg. 1981 lämnade dock bara 2 500 människor öarna.

### Analys och nuläge
Senare studier av händelserna som ledde fram till tragedin fann flera faktorer som bidrog till skadans omfattning. A. Malheiro (2006) kopplade samman fem huvudorsaker till skador från dessa jordbävningar. De byggnader som skadades mest av jordbävningen låg nära förkastningslinjer ovanpå löst packad jord. De tenderade att vara av dåligt byggda och överensstämde inte med korrekt byggregler. De hade inte heller undersökts tillräckligt.
Området runt Azorerna är fortfarande vulkaniskt aktivt. Hot från jordbävningar och jordskred kvarstår.